# Val Pontaiba
La Val Pontaiba è una delle valli alpine della Carnia che collega la valle del But e la Valcalda ad ovest con la Val Chiarsò di Paularo ad est, attraverso il passo Duron, comprendendo il territorio del comune di Treppo Ligosullo. Percorsa dall'omonimo torrente, e' sovrastata a nord da alcune cime montuose della catena carnica orientale come il Monte Paularo (2.043 m) e il Monte Dimon (2.046 m). È attraversata dalla Strada provinciale della Valcalda-Val Pontaiba-Passo Duron.